# An Intimate Evening with... No Angels
Die An Intimate Evening with... No Angels-Tour war die dritte Tour der deutschen Girlgroup No Angels. Die Akustik-Tour fand im Mai 2010 statt, begann in München und endete in Berlin. Mit der Tour wurden die beiden Studioalben Destiny und Welcome to the Dance beworben.

## Hintergrund
Vom 17. bis 22. Mai 2010 absolvierten die No Angels die Akustik-Tour An Intimate Evening with... No Angels. Die Tour war die erste Tour der Band nach ihrer Reunion im Jahr 2007. Sie wurde von der Bookingagentur Triple M Entertainment und der Firma together promotion realisiert. Der Ticketvorverkauf startete am 4. Februar 2010.
Der Fokus der Tour lag auf der Präsentation der beiden Studioalben Welcome to the Dance und Destiny. Da die Tour im Jahr des zehnjährigen Bestehens der No Angels stattfand, wurden auch die größten Hits der Band, inkl. ihrer vier Nummer-eins-Hits, in chronologischer Reihenfolge nach Erscheinungsjahr präsentiert. Die No Angels wurden von einer vierköpfigen Band mit Drums, Bass, Keyboard und Gitarre begleitet. Die Bühnengestaltung sowie das Lichtdesign unterstrich mit Barhockern, der im Hintergrund spielenden Band und mehreren Stehlampen, die in den Ecken der Bühne aufgestellt wurden, die intime Atmosphäre, die die Tour begleiten sollte. Begleitend zur Tour fanden deutschlandweit Autogrammstunden der No Angels statt, u. a. in München, Frankfurt, Koblenz und Hamburg.
Vier Tage vor Tourneestart sagte Nadja Benaissa aus gesundheitlichen Gründen ihre Teilnahme an der Tour ab. Ihre Krankmeldung überschattete die Werbekampagne und die mediale Begleitung der Tour. Die letzten Auftritte kurz vor Beginn der Tour absolvierten die No Angels bereits als Trio, darunter ein Auftritt beim Festival SeeFestTage in der Steiermark und ein Auftritt im ZDF. Trotz des Fehlens von Benaissa fanden alle Konzerte plangemäß statt. Kurzfristig wurden die Songs für die Tour neu arrangiert. Dafür wurde Collin Rich, Sänger der Band Kool & the Gang, engagiert. Er übernahm einige Gesangparts von Benaissa.

## Setlist
1. Daylight in Your Eyes
2. There Must Be an Angel
3. Rivers of Joy
4. Something About Us
5. Still in Love with You
6. All Cried Out
7. No Angel (It’s All in Your Mind)
8. Feelgood Lies
9. Someday
10. Goodbye to Yesterday
11. Maybe
12. Make a Change
13. Dance-Aholic
14. Young Love
15. Derailed
16. Too Old
17. Shut Your Mouth
18. One Life
19. A Reason
20. Zugabe: Daylight in Your Eyes

## Tourdaten
| Datum        | Stadt             | Veranstaltungsort |
| ------------ | ----------------- | ----------------- |
| 17. Mai 2010 | München           | The Atomic Café   |
| 18. Mai 2010 | Frankfurt am Main | Velvet Club       |
| 19. Mai 2010 | Köln              | Gloria-Theater    |
| 21. Mai 2010 | Hamburg           | Gruenspan         |
| 22. Mai 2010 | Berlin            | Passionskirche    |

## Rezeption
- Süddeutsche Zeitung: „So mit Band und so ganz ohne Glitzerkleider wirken die No Angels ziemlich erwachsen.“[9]
- Offenbach-Post: „Das [sic!] sie auch ohne Verstärker singen können, beweisen sie mit schönen Stimmen und viel Energie auch Nicht-Fans.“[10]
- cdstarts.de: „Insgesamt präsentierten sich die No Angels […] unglaublich stark. Vor allem die Stimmbreite und Präzision der Sängerinnen wurde über das ganze Konzert absolut deutlich. […] Ihre Energie, Ausstrahlung und der Spaß sowohl untereinander als auch mit den Fans wurde dabei ebenfalls mehr als deutlich.“[11]